# Hoplopleura hirsuta
Hoplopleura hirsuta – gatunek wszy z rodziny Hoplopleuridae, pasożytujący głównie na bawełniaku szczeciniastym należącym do rodziny chomikowatych. Pasożytuje również na bawełniakach: arizońskim, żółtonosym i peruwiańskim. Powoduje wszawicę.
Samica wielkości 1,4 mm, samiec mniejszy wielkości 1 mm. Wszy te mają ciało silnie spłaszczone grzbietowo-brzusznie. Samica składa jaja zwane gnidami, które są mocowane specjalnym "cementem" u nasady włosa. Rozwój osobniczy trwa po wykluciu się z jaja około 14 dni. Pasożytuje na skórze. Występuje na terenie Ameryki Północnej.